# Cuissai
Cuissai é uma comuna francesa na região administrativa da Normandia, no departamento Orne. Estende-se por uma área de 8,68 km². Em 2010 a comuna tinha 430 habitantes (densidade: 49,5 hab./km²).